# Bast (dessinateur)
Pour les articles homonymes, voir Bast et Lagarrigue.
Bast, pseudonyme de Sébastien Lagarrigue, né le 1er mars 1974 à Bordeaux, est un scénariste, un dessinateur et un coloriste de bande dessinée français.

## Biographie
Bast obtient une maîtrise d'arts plastiques à Bordeaux 3, puis il devient enseignant en collège avant d'exercer la fonction de responsable pédagogique dans une école supérieure d'illustration avec des étudiants adultes. Il intervient régulièrement en milieu scolaire pour donner des cours. En outre, il réalise entre 2004 et 2007 « des ateliers d'animation sur la bande dessinée à la maison d'arrêt à Gradignan », plus précisément des mineurs de 15 à 17 ans. Avec leur collaboration, l'artiste publie En Chienneté. L'ouvrage est édité par La Boîte à Bulles avec la coopération de Sangam. Avec l'appui d'une association (Et si rien d'autre n'avait d'importance), ces travaux font l'objet d'expositions dans des bibliothèques et des écoles.
En 2014, à l'initiative de Sandra Bouira, Bast illustre C'est pas du jeu !, ouvrage collectif témoignant du quotidien d'enfants en situation de handicap et de leurs familles,.
En 2017, avec les associations Baobab et Amnesty International, Bast participe à un atelier de dessin pour les sans-papiers.
D'après l'artiste, son trait est « Tout comme le style d'Hergé, je dessine en ligne claire (style épuré, en quelques traits) ».

## Œuvre
- 40 bougies et de nombreuses tranches de vie, scénario de Céka, dessins de Bast, Jean-Philippe Peyraud, Brüno et Pascal Jousselin, ANPE Île-de-France, 2007  (ISBN 2-04-010330-9)

- Le Chocolat magique, scénario de Christian Barranger, Le Cycliste, 2005  (ISBN 2-912249-81-3)
- En plein dans le mythe, scénario de Matyo, Soleil Productions

1. Les débuts de Jésus, 2008  (ISBN 978-2-302-00017-9)
2. Les débuts de Ève, 2009  (ISBN 978-2-302-00335-4)
3. Les débuts de Moïse, 2009  (ISBN 978-2-302-00819-9)

- Entrave, Le Cycliste, collection Comix, 1999 (ISBN 2-912249-20-1)
- Le Gardien de la tour, scénario de Matyo, Le Cycliste, 2004  (ISBN 2-912249-68-6)
- Le Gardien du zoo, scénario de Matyo, Le Cycliste, 2006  (ISBN 2-912249-80-5)
- Les Historiettes - Bordeaux, scénario de Matyo, Sangam, 2011 (ISBN 2-9524293-3-2)
- Doigts d'Honneur, scénario de Ferenc, La Boîte à bulles, 2015  (ISBN 978-2-84953-235-5)